# Пољица (Јелса)
Пољица су насељено место у саставу општине Јелса, на острву Хвару, Сплитско-далматинска жупанија, Република Хрватска.

## Историја
До територијалне реорганизације у Хрватској налазила су се у саставу старе општине Хвар.

## Становништво
На попису становништва 2011. године, Пољица су имала 59 становника.
| Број становника по пописима | Број становника по пописима | Број становника по пописима | Број становника по пописима | Број становника по пописима | Број становника по пописима | Број становника по пописима | Број становника по пописима | Број становника по пописима | Број становника по пописима | Број становника по пописима | Број становника по пописима | Број становника по пописима | Број становника по пописима | Број становника по пописима | Број становника по пописима |
| --------------------------- | --------------------------- | --------------------------- | --------------------------- | --------------------------- | --------------------------- | --------------------------- | --------------------------- | --------------------------- | --------------------------- | --------------------------- | --------------------------- | --------------------------- | --------------------------- | --------------------------- | --------------------------- |
| 1857                        | 1869                        | 1880                        | 1890                        | 1900                        | 1910                        | 1921                        | 1931                        | 1948                        | 1953                        | 1961                        | 1971                        | 1981                        | 1991                        | 2001                        | 2011                        |
| 145                         | 0                           | 30                          | 233                         | 314                         | 295                         | 297                         | 291                         | 293                         | 287                         | 250                         | 196                         | 130                         | 84                          | 68                          | 59                          |

Напомена: У 1869. подаци су садржани у насељу Застражишће.

### Попис1991.
На попису становништва 1991. године, насељено место Пољица је имало 84 становника, следећег националног састава:
| Попис 1991.‍  | Попис 1991.‍  | Попис 1991.‍ | Попис 1991.‍ | Попис 1991.‍ |
| ------------ | ------------ | ----------- | ----------- | ----------- |
|              |              |             |             |             |
| Хрвати       | Хрвати       |             | 78          | 92,85%      |
| Југословени  | Југословени  |             | 4           | 4,76%       |
| неопредељени | неопредељени |             | 2           | 2,38%       |
| укупно: 84   |              |             |             |             |